# دلک
دلک اصطلاحی است که در مورد مالش بدن به وسیله دست، با تکنیکهای خاص بوده که اینک در ماساژ کلاسیک با نام های استروکینگ، نیدینگ، و رینینگ خوانده میشود.
دلاک کسی است که با دانستن عملکرد درست استخوانها ، اعصاب و عضلات باعث درمان برخی اختلالات حرکتی،کاهش یا بر طرف شدن درد، درمان یا کمک به درمان برخی بیماریهاوریلکسیشن یا اکتیویشن کردن بدن شود.
این شیوه یک روش غیر دارویی است و میتواند به عنوان راهی مؤثر و بی عارضه برای پیشگیری و کمک به درمان بیماری ها به کار رود. دلک در لغت به معنای مالش دادن است و نوعی ورزش نیز محسوب می شود و علاوه بر فوائد مشترک آن با ورزش دارای فوائد ویژه ای نیز می باشد. جذب خون به موضع و تحلیل بردن مواد زائد از فوائد اصلی دلک است لذا برای تحلیل مواد غلیظ و چسبنده به عضو و یا باد و نفخ محتبس در آن نیز به کار می رود.
به طور خلاصه دلک که با قدمت طولانی، در طب سنتی ایران کاربرد دارد با اهداف مختلفی به کار می رفته است. کاهش رطوبت های بدن، تسکین درد کمر و مفاصل، تحریک پوستی سیستم عصبی و غیره از جمله موارد تجویز دلک به مقدار و روشهای مختلف بوده است. در طب سنتی دلک از انواع ورزش نیز محسوب می شود و دارای فوائد زیادی است که به چند مورد از آنها اشاره می شود: 
1. تحلیل ماده غلیظی که به عضو چسبیده است.
۲. تحلیل باد یا نفخی که در عضو باشد.
٣. جذب کردن ماده مغذی از بالا به سمت پائین.
۴. رساندن اثر روغنها به اعضای بدن. 
۵. تحلیل نرفتن عضو و بزرگ نمودن اعضا
و در یک جمع بندی از لحاظ اجرا انواع دلک عبارتند از: 
1. دلک خشن: دلک توسط پارچه خشنی (کیسه) انجام می شود و فایده آن جذب خون به ظاهر بدن است. 
٢. دلک آملس: بر ضد دلک خشن است و باعث ایجاد حس عمقی و انبساط خاطر می گردد. 
٣. دلک صلب: دلک با قدرت انجام می گیرد و سبب تقویت عضو میشود. 
۴. دلک نرم: دلک به ملایمت انجام شده، موجب سستی و آرامش عضو میشود.
5. دلک کثیر: دلک مداوم و طولانی مدت است که سبب لاغری عضو میشود. 
۶ دلک قلیل: دلک با شدت و مدت کم است که باعث چاقی عضو میشود. 
۷. دلک معتدل: دلک از هر لحاظ در حد اعتلال انجام شده و باعث تقویت قوای بدن می‌شود.